# Sergio Liani
Sergio Liani (Italia, 3 de agosto de 1943) es un atleta italiano retirado especializado en la prueba de 60 m vallas, en la que consiguió ser medallista de bronce europeo en pista cubierta en 1971.

## Carrera deportiva
En el Campeonato Europeo de Atletismo en Pista Cubierta de 1971 ganó la medalla de bronce en los 60 m vallas, con un tiempo de 7.9 segundos, llegando a meta tras el alemán Eckart Berkes y el soviético Aleksandr Demus.